# Melinda (Vorname)
Melinda ist ein weiblicher Vorname, der abgeleitet wird aus dem Lateinischen mit der Bedeutung „die Honigsüße“. Zu diesem Namen gibt es Varianten wie zum Beispiel „Mirlinda“, „Majlinda“ und „Merlinda“.

## Bekannte Namensträgerinnen
- Melinda Ademi, albanische Sängerin
- Melinda Clarke (* 1969), US-amerikanische Schauspielerin
- Melinda Crane (* 1956), US-amerikanische Journalistin, politische Kommentatorin und Publizistin sowie Moderatorin
- Melinda Culea (* 1955), US-amerikanische Schauspielerin
- Melinda Czink (* 1982), ungarische Tennisspielerin
- Melinda Deines (* ?), kanadische Schauspielerin
- Melinda Dillon (1939–2023), US-amerikanische Schauspielerin
- Melinda Esterházy (1920–2014), ungarisch-österreichische Balletttänzerin und Großgrundbesitzerin
- Melinda Gainsford-Taylor (* 1971), australische Leichtathletin
- Melinda Gates (* 1964), US-amerikanische Geschäftsfrau und Ehefrau von Bill Gates
- Melinda Gebbie (* ?), US-amerikanische Comic-Zeichnerin, -Autorin und Illustratorin
- Melinda Page Hamilton (* 1974), US-amerikanische Schauspielerin
- Melinda Keszthelyi (* 1975), ungarische Badmintonspielerin
- Melinda McGraw (* 1963), US-amerikanische Schauspielerin
- Melinda Mercado (* 1990), US-amerikanische Fußballspielerin
- Melinda Nadj Abonji (* 1968), ungarisch-schweizerische Schriftstellerin, Musikerin und Kunstdarbieterin
- Melinda Schwegmann (* 1946), US-amerikanische Politikerin
- Melinda Shankar (* 1992), kanadische Schauspielerin
- Melinda Stoika (* 1977), österreichische Sängerin, DJ und Musikproduzentin
- Melinda Szvorda (* 1980), ungarische Fußballspielerin
- Melinda Terec (* 1987), rumänische Handballspielerin
- Melinda Wagner (* 1957), US-amerikanische Komponistin